# Son Goku
Son Goku (孫悟空 (Tôn Ngộ Không) Son Gokū), tên khai sinh là Kakarot (カカロット Kakarotto) là nhân vật chính trong series manga Dragon Ball của Toriyama Akira. Cậu là cháu trai nuôi của ông nội Gohan, chồng của Chi-Chi, bố của Gohan và Goten, ông nội của Pan và trong Dragon Ball GT là cụ cố của Goku Jr. Thầy dạy của cậu có Quy lão, Kaio và Whis. Son Goku được đánh giá là nhân vật giả tưởng mạnh nhất mọi thời đại.
Vui vẻ, dũng cảm và cũng khá ngây thơ, Goku là một người Saiya từ hành tinh Vegeta ban đầu được gửi tới Trái Đất khi là trẻ sơ sinh với nhiệm vụ tiêu diệt hành tinh này. Tuy nhiên, một tai nạn xảy ra, Goku bị mất trí nhớ, khiến cậu trở thành một người có tâm hồn thuần khiết, và sau đó trở thành người bảo vệ vĩ đại của Trái Đất, cũng như người lãnh đạo không chính thức của Đội Chiến Binh Z. Trong suốt cuộc đời mình, cậu luôn tập luyện gian khổ và phấn đấu trở thành chiến binh mạnh nhất có thể, trong khi đồng thời sử dụng sức mạnh và kỹ năng ấy để duy trì hòa bình.

## Tổng quan

### Khái niệm và sáng tạo
Cái tên Goku (悟空 (Ngộ Không)) có nghĩa là "đánh thức sự trống vắng"; âm tiết Go nghĩa là giác ngộ và âm tiết Ku nghĩa là Bầu trời hay Tính không. Trong hành trình đến Namek, trong khi huấn luyện ở trong con tàu vũ trụ của Tổng Công ty Capsule, tên cậu được viết thêm 1 chữ "h", Gokuh, khi cậu đang phải đi sửa chữa con tàu. Son Goku, là tên tiếng Nhật của Tôn Ngộ Không, nhân vật chính trong tiểu thuyết Tây Du Ký, nhân vật mà Goku được dựa theo. Thế giới Dragon Ball bắt đầu phỏng theo nhưng không bám sát vào cuốn tiểu thuyết cổ điển Tây Du Ký, với Goku khởi đầu như một phiên bản của Tôn Ngộ Không Hầu Vương. Tương đồng giữa cả hai bao gồm việc Goku nghiêng về tính tinh nghịch khi là 1 đứa trẻ (bởi bản tính ngây thơ), sở hữu Gậy Như Ý và Cân Đẩu Vân.
Thiết kế của Goku dựa trên Tanton, nguyên bản mẫu truyện tranh Dragon Boy và Tongpoo, từ 1 truyện tranh khác The Adventures of Tongpoo của chính tác giả Toriyama. Khi Toriyama Akira bắt đầu dự thảo đầu tiên của Dragon Ball, ông ban đầu lên kế hoạch tạo hình Goku giống khỉ như trong Tây Du Ký. Trong dự thảo thứ hai của Toriyama, ông muốn tạo Goku như một con người mặc trang phục thủy thủ, lái một con robot biết bay thay vì Cân Đẩu Vân. Dự thảo thứ ba và cũng là dự thảo cuối cùng về Goku của Toriyama là: cậu là 1 người có đuôi khỉ.
Tên khai sinh Saiya của Goku, Kakarot, là 1 kiểu chơi chữ của "cà rốt". Tương tự như vậy, tất cả những người Saiya thuần chủng trong bộ phim đều được đặt tên theo lối chơi chữ loại rau có liên quan. Gia đình của Goku được đặt tên theo các loại rau củ: Bardock - cây ngưu bàng (burdock), Raditz - củ cải (radish), và Kakarot - cà rốt (carrot). Tuy nhiên Goku nói rằng cậu ghét cà rốt khi phải chiến đấu chống lại Quái Vật Cà Rốt, Đại Ca Thỏ.

### Ngoại hình
Goku có mái tóc đen gai nhọn đặc thù không bao giờ thay đổi do mang gene Saiya. Cậu thường trang phục võ thuật màu cam/đỏ/vàng và 1 chiếc áo xanh đậm bên trong. Các trang phục có biểu tượng của Quy Lão Tiên Sinh, Thượng đế và chữ kanji bên trái đằng trước của Thần Vũ Trụ. Sau lưng áo cũng có cùng biểu tượng như phía trước. Sau Đại chiến với Frieza, biểu tượng không còn xuất hiện và trang phục của Goku chỉ thuần một màu cam.

## Cuộc đời

Goku lúc nhỏ

Ở hành tinh Vegeta (hành tinh của người Saiya - nơi Goku sinh ra), Goku 3 tuổi được cha là Bardock gửi xuống Trái Đất vì cảm thấy bất an về Frieza. Một tháng sau, Frieza đã hủy diệt hành tinh Vegeta, chỉ có Vegeta, Raditz, Nappa không về theo lệnh của Frieza nên thoát chết

### Dragon Ball
Sau khi xuống Trái Đất Goku được ông Son Gohan nhặt được mang về nuôi, thời gian đầu với bản tính hung hăng của người Saiya Goku là đứa trẻ hay quậy phá, luôn đập phá mọi thứ. Nhưng trong một lần vô tình bị ngã xuống vực núi bị thương mạnh ở đầu, Goku bị mất trí nhớ, cậu thay đổi hoàn toàn, trở thành cậu bé hiền lành, nhân hậu và hiếu thảo. Trong một đêm trăng rằm, cậu đã nhìn vào Mặt Trăng và biến thành con khỉ đột vô cùng to lớn, hung dữ và có sức mạnh kinh khủng. Và trong trạng hình dạng khỉ đột khổng lồ đó, Goku bị mất hoàn toàn khả năng kiểm soát bản thân, cậu chỉ biết tàn phá mọi thứ, chính vì thế trong lúc đó cậu đã vô tình giết chết chính người ông đã nuôi dưỡng mình khôn lớn mà không hề hay biết.
Goku lớn lên mà không có ai chăm sóc, cậu sinh sống như một người rừng cho đến khi gặp được Bulma và lên đường tìm ngọc rồng. Cậu được Quy Lão Tiên Sinh nhận làm đệ tử, truyền cho cậu Kamehameha. Rồi cậu gặp những người bạn tốt như Yamcha, Chi-Chi, bạn đồng môn Krillin, Tien Shinhan... Cậu đoạt giải nhì 2 lần liên tiếp trong 2 kì đại hội võ thuật.
Sau khi diệt được Đại ma vương Piccolo, Goku lên thiên giới tìm Thượng đế học võ. Cậu suýt đánh lầm ông khi thấy ông và Piccolo giống nhau như hệt. Nhưng rồi sau đó cậu mới biết 2 người do tách mà ra nên giống nhau. Sau khi học võ xong, Goku xuống tham gia đại hội võ thuật lần 3 trong đời mình, gặp lại Piccolo "con", được Piccolo dùng phương pháp sinh sản vô tính của người Namek sinh ra, có dã tâm giống hệt cha mình. Goku đánh bại Piccolo con trong trận chung kết (nhưng không giết Piccolo, còn thậm chí từ chối làm Thượng đế) và vô địch giải võ thuật năm ấy.

### Dragonball Z
Saiya Saga
Sau khi Picollo bị đánh bại, địa cầu thanh bình. Son Goku cưới Chichi và sinh ra một người con tên là Son Gohan. Nhưng một mối hiểm hoạ khác đang đến từ ngoài vũ trụ xa xôi. Raditz, một người Saiya đến từ hành tinh Vegeta đến Trái Đất để tìm một nhân vật tên là Kakarot. Sau đó người đọc được biết rằng Goku chính là Kakarot và vốn không phải là người Trái Đất, mà chính là một người Saiya, em trai của chính Raditz. Vì dã tâm của Raditz quá lớn và vì để cứu con trai mà Son Goku hi sinh để cho Piccolo giết chết cả mình và Raditz bằng một đòn nội lực. Raditz trước khi chết trăn trối rằng 1 năm sau sẽ có 2 tên đồng bọn có trình độ võ công vượt xa hắn sẽ đến tấn công chiếm giữ trái đất.
Goku sau khi chết được Thượng đế chỉ đường đến nơi học võ ở nơi Kaio-sama (Giới Vương) - một trong bốn vị thần cai quản 4 cõi thiên hà. Được Giới Vương dạy võ, sức mạnh của Goku tăng lên rất nhiều. Trong thời gian đó ở Trái Đất, Gohan được Piccolo (lúc này đã hoàn lương và theo phe chính nghĩa) cứu và dạy võ thuật cho, các bạn khác của Goku như Tien Shinhan, Yamcha.....cũng được Thượng đế đưa lên Thiên giới tận tình chỉ dạy. Được tin 2 tên đồng bọn của Raditz là Vegeta, là con trai của Vua Vegeta - vua dân tộc Saiya và Nappa - tên thuộc hạ đáng gờm của Vegeta đang trên đường đến Trái Đất, Goku vội nhờ bạn dùng Ngọc Rồng hồi sinh mình để có thể đánh với bọn Saiya. Thế là một trận quyết đấu diễn ra và nhóm Son Goku đã chiến thắng, nhưng Goku đã tha chết cho Vegeta. Vegeta bị thương rất nặng và trốn lên phi thuyền bay về căn cứ ở hành tinh khác để trị thương. Cái giá của chiến thắng là đoàn quân Trái Đất bị tổn thất nặng nề: Piccolo, Tien Shinhan, Yamcha và Chiaotzu đều đã tử trận. Goku bị thương nặng phải nằm bệnh viện. Vì Piccolo và Thượng đế là một, nên khi Piccolo chết đi thì Thượng đế cũng băng hà, dẫn tới việc Rồng Thần cũng biến mất vì Thượng đế là người tạo ra Rồng Thần, và mọi người không thể hồi sinh được nữa.
Frieza Saga
Trong thời gian đó Krilin nghĩ ra một kế có thể cứu lại được mọi người. Qua miệng bọn Saiya, Krilin biết được cả Thượng đế và Piccolo đều đến từ hành tinh Namek, và thế là họ quyết tâm đến đó tìm Ngọc Rồng Namek để cứu mọi người. Nhưng vì bị thương quá nặng nên Goku không thể đi được, phải nhờ nhóm Krilin, Bulma và Son Gohan đi thay. Ba người đến hành tinh Namek nhưng không biết rằng không chỉ Vegeta đang ở đó mà còn cả một đội quân những kẻ ngoài hành tinh khác cực mạnh, trong đó có một người mà võ công cao hơn Vegeta gấp nhiều nhiều lần, tên là Frieza, được mệnh danh là "Kẻ mạnh nhất vũ trụ". Frieza chính là người đã tung đòn phá hủy hành tinh Vegeta cùng tất cả những người Saiya đang sống trên đó.
Trong lúc đó ở Địa cầu, Goku đã bình phục nhờ đậu thần Senzu của Thần mèo Karin vừa chín, và tức tốc lên đường đến Namek. Trong lúc đó trên hành tinh Namek, Krilin và Gohan được gặp Quốc Vương Namek và Dende và thu thập được Dragon Ball của Namek trước sự truy đuổi của Frieza. Vegeta cũng quay sang giúp 2 người, nhưng cũng vì hắn muốn độc chiếm ngọc rồng sau khi nhóm Krilin, Gohan kiếm đủ. Mưu đồ này cuối cùng thất bại. Trong lúc đó, nhờ luyện tập không ngừng trong lúc ở trong tàu vũ trụ với trọng lực gấp 100 lần Trái Đất, Goku trở nên khoẻ gấp bội khi đến Namek. Anh dễ dàng triệt hạ bọn tay sai của Frieza, nhưng bị tổn thương nặng trong trận đấu với tên tay sai cuối cùng Ginyu (số một trong Đội Đặc Nhiệm Ginyu của Frieza). Thế là Goku phải vào trị thương trong tàu vũ trụ của Frieza.
Ở bên ngoài, trận đấu giữa 3 người Krilin, Gohan và Vegeta với Frieza diễn ra quyết liệt. Dende dùng ngọc rồng gọi Rồng Thần Namek Porunga lên để hồi sinh Piccolo và đem ông lên hành tinh Namek. Piccolo sau đó gia nhập nhóm Địa cầu đối phó với Frieza. Nhưng với võ công siêu hạng, Frieza làm chủ tình thế và làm tổn thương nặng nhóm 4 người. Lúc Goku trị thương xong thì cũng là lúc Frieza giết chết Vegeta. Goku nổi giận đánh nhau với Frieza. Trong 1 lần tấn công bằng Nguyên Khí Cầu của Goku, Frieza dường như suýt chết. Trong lúc Goku và mọi người đang chuẩn bị trở về thì Frieza đột ngột xuất hiện, đánh Piccolo bất tỉnh và giết chết Krilin. Căm tức quân gian ác tới tột đỉnh, và với cơ duyên trời cho, Goku biến thành một Siêu Saiya và quyết chiến với Frieza. Với sức mạnh của một Siêu Saiya huyền thoại, anh khuất phục Frieza không mấy khó khăn. Frieza tức giận dùng một đòn nội lực giáng xuống Namek. Trong khi đó, do Piccolo vẫn chưa chết hẳn nên Rồng Thần ở Trái Đất vẫn còn và thực hiện điều ước hồi sinh những người bị giết ở Namek bởi bọn Frieza. Biết chắc hành tinh Namek không thể tồn tại hơn 5 phút nữa, Goku gọi Dende và ước điều ước cuối cùng với Porunga là chuyển những người ở Namek tới Trái Đất, trừ mình và Frieza. Ước nguyện hoàn thành, Goku giết chết Frieza, nhưng rồi không thể tìm ra phương tiện vận chuyển, anh đành chấp nhận ở lại Namek và tưởng chừng như đã chết. Khi hành tinh Namek nổ, Goku bị văng lên trời và tình cờ thấy một trong 5 chiếc phi thuyền của Đội đặc nhiệm ginyu liền nhảy vào và phi thuyền tự động bay đến hành tinh Yardrat, 1 hành tinh đang bị đội đặc nhiệm Ginyu chiếm đóng.
Android Saga
Sau khi đánh bại Frieza ở Namek, mọi người cứ ngỡ Frieza đã chết, nhưng không ngờ hắn vẫn còn hấp hối nhờ được cha tìm thấy và sửa chữa thành 1 Cyborg. Hai cha con Frieza cùng nhau đến Trái Đất để báo thù và giết Goku để trở thành Đệ nhất vũ trụ. Lúc đó Goku cũng đang về Trái Đất nhưng do cỗ máy hiện đại hơn, Frieza đã đến Trái Đất trước. Vegeta khẳng định Trái Đất sắp bị tiêu diệt. Thế nhưng, bất ngờ có chiến binh trẻ tuổi đến từ tương lai đã biến thành Siêu Saiya và tiêu diệt cha con Frieza trong nháy mắt. Đó chính là Trunks, con trai Vegeta để cảnh báo về cuộc chiến sắp xảy ra với các Android do Tiến sĩ Gero - thành viên còn sót lại của Red Ribbon - chế tạo ra.
Khi Goku về tới Trái Đất anh gặp Trunks nói chuyện. Trunks báo trước anh về việc anh sẽ chết và đưa cho anh 1 lọ thuốc rồi trở về tương lai. 3 năm sau khi đang chờ bọn Android xuất hiện, bất ngờ có 2 bóng đen xuất hiện hại Yajirobe rơi xuống biển. Đám Goku nghĩ là chúng liền chia nhau đi tìm trong thành phố anh đã thấy Android 19 và Android 20 (chính là Tiến sĩ Gero) đang tàn phá thành phố. Anh liền biến thành Siêu Saiya để đấu với Số 19, bất ngờ anh bị đau tim và bị Số 19 đánh ngất. Đúng vào lúc đó Vegeta xuất hiện và biến thành Siêu Saiya. Cuối cùng hắn đã bẻ gãy tay số 19 và giết hắn chỉ với một đòn nội lực. Số 20 (chính là Tiến sĩ Gero) liền chạy trốn, Vegeta liền đuổi theo nhưng không đủ sức. Piccolo liền cho hắn 1 hạt đậu thần để lấy lại sức, anh và nhóm bạn Goku đã đuổi theo, để lại Yamcha vác Goku trị thương. Nhưng sau này còn xuất hiện 3 nhân vật mạnh hơn số 19 và 20 nhiều lần là số 16, số 17 và số 18 (thứ tự càng bé thì càng mạnh, nhưng các android từ số 15 trở xuống đã bị tiêu hủy vì thí nghiệm thất bại)
Cell Saga
Goku tỉnh dậy khi Vegeta, mọi người đã bị hạ bởi Số 18. Chưa hết, và cuối cùng đã xuất hiện kẻ thù thực sự mạnh nhất - Cell, một Android dáng người lai bọ hung, được pha trộn gene Saiya của Goku, Namek của Piccolo, Frost Demon của Frieza,... Sức mạnh vượt xa ba Android trước. Cell sau đó hấp thụ số 17 và 18 để tiến đến dạng hoàn hảo của bạn thân. Số 16 bị Cell đánh trọng thương trong khi đang bảo vệ Số 18. Goku đi khuyên Vegeta luyện tập ở căn phòng "Tinh thần và Thời gian", anh để Vegeta và Trunks vô trước còn mình và Gohan thì quan sát tình hình của Cell.
Đến khi vào được căn phòng "Tinh thần và Thời gian", anh đã luyện tập ở đó được nửa tháng và đã vượt qua cả trạng thái Siêu Saiya. Anh nói rằng phải khắc phục trạng thái mất bình tĩnh khi biến thành Siêu Saiya. Và từ đó, anh và Gohan đã luôn ở trạng thái Siêu Saiya. Đến cuối cuộc chiến với Cell, anh đã chọn cái chết để cứu lấy Trái Đất và mọi người. Nhưng chính vì thế anh đã vô tình "tặng" quà cho Cell trước khi ra đi. Cell đã trở lại với sức mạnh vượt qua cả Gohan Siêu Saiya cấp 2. Ở phút cuối, khi Gohan và Cell cùng tung đòn Kamehameha... Anh đã nhờ Thần Vũ Trụ liên lạc với Gohan và gắng sức để Gohan bộc phát hết sức mạnh của mình. Cuối cùng, nhờ Vegeta đã tung đòn cuối làm Cell phân tâm, anh đã khuyên Gohan nên tận dụng thời cơ này để tiêu diệt hắn. Kết quả, Cell bị tiêu diệt bởi Gohan bằng đòn  Kamehameha của Gohan và Goku, nhưng Goku sẽ không thể sống lại được nữa. Nhưng với bản tính lạc quan vốn có, anh vẫn vui cười khi đang ở thế giới bên kia và khuyên Gohan phải bảo vệ Trái Đất.
Babidi Saga
7 năm kể từ trận chiến với Cell, Goku được 1 ngày để trở về hạ giới tham gia giải Đại hội võ thuật và gặp mặt gia đình. Goten được gặp cha mình lần đầu và ôm chầm lấy cha. Trong đại hội, cả nhóm được gặp mặt đại thần Kaioshin (còn hơn cả Đại Thần Vũ Trụ), và Kibito. Họ đến đây để ngăn chặn âm mưu giải phóng Majin Buu (Ma Bư hay Buu Mập) của Babidi (Babiday) và 2 tên đầu trọc đô con kia là thuộc hạ của hắn, được cử tới đây với mục đích tìm ra năng lượng để giải phóng Majin Buu.
Sau khi Gohan bị lấy năng lượng, anh và cả nhóm đuôi theo 2 kẻ đó. Tới 1 dãy núi, Babiday và thuộc hạ đã ra tay xử 2 tên đô con một cách tàn bạo rồi để Dabura tấn công cả nhóm, làm Krilin, và Piccolo bị hóa đá, Kibito thì bị giết. Cả nhóm Gohan, Goku, Vegeta đòi vô phi thuyền của Babiday để hạ Dabura nhằm cứu Krilin và Piccolo bất chấp lời ngăn cản của Kaioshin. Trong phi thuyền Babiday, họ đã dễ dàng vượt qua 2 căn phòng một cách dễ dàng trước ánh mắt ngạc nhiên của Kaioshin. Nhưng tới căn phòng thứ 3, Dabura chính thức ra mặt và Gohan phải đánh với hắn theo cá cược. Do lâu ngày không luyện tập nên Gohan có phần hơi thất thế hơn so với Dabura. Đến khi, Vegeta buộc miệng bắt Gohan xử nhanh Dabura. Chính lúc đó, Dabura đã phát hiện Vegeta còn chất xấu trong người đủ để thu phục làm thuộc hạ.
Vegeta bị khống chế và sức mạnh tăng đột ngột nhưng không bị kiểm soát hoàn toàn. Hắn đòi đấu với Goku và bức ép Goku phải lựa chọn giữa đánh 1 trận với mình hoặc hắn ta sẽ giết sạch mọi người xung quanh. Cuối cùng, Goku đã đồng ý đánh một trận tử chiến với Vegeta.
Buu Saga
Trong trận đánh, Goku và Vegeta đều ở trạng thái Super Saiya-jin 2, nên số lần cả hai đánh đều chuyển năng lượng truyền vào quả trứng giải phóng Majin Buu. Cuối cùng, trận đấu bị hoãn lại do Majin Buu đã được thoát ra và đã hạ luôn cả Dabura khi nghe hắn chế giễu mình. Anh bị Vegeta lừa và bị đánh ngất. Vegeta đã đi trước để tiêu diệt Majin Buu. Nhưng kết quả Vegeta không tiêu diệt được mà còn chết. Anh tỉnh dậy và tới Thần điện Thượng đế hỏi tin tức. Tại đây anh biết tin Vegeta đã chết còn Gohan không rõ tung tích. Vài giờ sau, Trunks và Goten biết được cha mình và anh hai đã chết và mất tích và đã khóc rống lên. Cả hai đều cho là Goku hèn nhát và tỏ ra thái độ không trân trọng. Tới khi Babiday đang tiến đến thành phố phía Tây, Trunks phải đi lấy Rada dò ngọc còn anh thì phải đi cầm chân Majin Buu.
Tại đây, anh đã giải thích cho Majin Buu về cấp độ Siêu Saiya và đã khiến cho Trunks kinh ngạc vì sức mạnh của mình. Sau đó, anh đã vận nội công biến vượt mức lên Siêu Saiya cấp 3 (Super Saiya-jin 3 hay SSj 3) và đánh với Majin Buu. Trong trận đánh anh có phần áp đảo hoàn toàn nhưng đến phút cuối anh lại dừng cuộc đấu và hẹn trong 2 ngày nữa, người mạnh nhất Trái Đất sẽ đến đầu với Majin Buu. Anh dịch chuyển tức thời về lại Thần điên Thượng đế. Tại đây, Goten và Trunks do đã tận mặt chứng kiến Siêu Saiya cấp 3 nên đã nể phục Goku và được dạy phép Fusion Dance (Lưỡng Long Nhất Thể). Do biến đổi thành Super Saiya-jin 3 nên Goku đã bị rút ngắn thời gian ở hạ giới còn 30 phút nên anh chỉ dạy được Trunks và Goten cách làm động tác Lưỡng Long.
Trở về thế giới bên kia, anh biết được Gohan vẫn còn sống. Anh còn phát hiện ra rằng Gohan đang ở một nơi không phải là đia ngục, cũng không phải thiên đàng. Anh đành dùng phép dịch chuyển tức thời đến đó và biết nơi đó là thánh địa Kaioshin - nơi ở các vị thần tối cao. Tại đây anh gặp Gohan đang luyện tập với Thần kiếm Z của thánh địa và gần như đã quen với thanh kiếm. Do một lần kiếm tra cách Gohan sử dụng kiếm, cậu ta đã vô tình làm vỡ nó ra và giải thoát cho Đại Thần Tối cao (18 đời trước Kaioshin).Biết được ông ta có khả năng đánh thức sức mạnh tiềm ẩn và nâng sức mạnh ấy vượt qua cả giới hạn của mình. Anh đã thỏa thuận với lão ta là sẽ cho ông ta động người Bulma. Thỏa thuận được đồng ý và nghi lễ bắt đầu. Do nghi lễ với thời hạn rất lâu nên anh đã dùng quả cầu của Đại Thần Tối cao sư tổ để xem diễn biến tình hình ở Trái Đất. Anh rất ngạc nhiên khi thấy Gotenks có thể biến thành Siêu Saiya cấp 3 để đánh với Siêu Buu (Super Buu).
Nghi lễ kết thúc, hai cha con tạm biệt nhau và Gohan trở về hạ giới. Do Gotenks và Piccolo đã bị Siêu Buu hấp thụ (Buutenks) đang áp đảo Gohan nên Đại thần tối cao sư tổ đã dùng mạng sống của mình để đổi cho Goku sống lại và xuống hạ giới trợ giúp Gohan. Trước khi anh xuống, thần đã đưa cho anh 2 đôi bông tai Potara để hợp thể với Gohan. Và anh đã chứng kiến sự hợp nhất giữa Kibito và Kaioshin (Kibitoshin). Tạm biệt 2 người bọn họ, anh dịch chuyển tức thời về lại Trái Đất.
Tại Trái Đất, khi Buutenks định kết liễu Gohan thì may thay Goku giải cứu kịp thời. Anh quăng cho Gohan đôi bông tai nhưng Gohan lại "chụp" hụt và anh phải câu giờ để Gohan kiếm lại Potara. Khi Gohan vừa tìm lại được Potara thì Buutenks cũng trở lại hình dạng cũ khi hấp thụ (do Gotenks hết thời gian hợp thể trong người Buu). Không may, hắn ta đã để một phần thân mình nhắm để đề phòng trường hợp quay lại hình dạng cũ và chính nó đã hấp thụ Gohan. Siêu Buu bây giờ trở thành Buuhan, dạng thể mạnh nhất trong tất cả Buu. Hắn ta ép anh phải chọn những người còn lại để hợp thể. Đang toan tính chọn Satan thì vừa lúc đó Vegeta trở về từ địa ngục. Chớp lấy thời cơ, anh dùng dịch chuyển tức thời đến chỗ Vegeta và khuyên hắn hợp thể. Vegeta từ chối và quyết đánh với Buuhan. Sau một hồi chiến đấu (chỉ có trong anime), anh đã nói Trunks, Bulma, mọi người... đều bị Buu hấp thụ, Vegeta từ đó quyết định hợp thể với Goku sinh ra Vegetto. Trong trận đánh, Vegito áp đảo với sức mạnh kinh khủng nhưng Vegito cũng "giỡn" với Buu, khi Buu hấp thụ Vegito, kế của Vegito thành công và ở trong bụng Majin Buu. Do tà khí ở trong đó xung quanh rất nặng nên cả hai tách rời ra và đi cứu mọi người. Khi cứu được Gohan, Goten, Trunks và Piccolo thì cũng là lúc nhóm anh bị Buu phát hiện. Do ở trong bụng Buu nên cả hai không thể hạ hắn được, đến khi Vegeta để ý Buu đang cố bảo vệ cho Buu mập và giật đứt luôn chiếc bọc chứa hắn thì Siêu Buu bị biến đổi. Anh và Vegeta mang mọi người ra ngoài và chứng kiến dạng nguyên thủy của Buu (Kid Buu). Kid Buu dùng năng lượng của mình để tiêu diệt Trái Đất. Biết lần này không chặn được Buu, anh và Vegeta liền ngay lập tức quay về nơi để mọi người nhưng Goku đã lo cứu Dende và Satan nên đã chậm chân cứu họ. Kibitoshin đã dùng "Dịch chuyển tức thời" kịp lúc cứu được nhóm Goku nhưng Trái Đất đã bị hủy diệt. Tại thánh địa Kaioshin, nhóm Goku đã bàn cách hồi phục Trái Đất bằng rồng thần Namek mặc dù Đại Thần Tối cao sư tổ đời thứ 15 phản đối.
Buu phục hồi lại và học lén "dịch chuyển tức thời" của Kibitoshin nên đã lần lượt tìm đến các hành tinh với mục đích kiếm cho được Goku và Vegeta. Cả nhóm đã vận nội lực để Buu phát giác nhằm cứu nhóm Krilin và Yamcha đang đối đầu với Kid Buu. Buu đặt chân tới thánh địa Kaioshin.
Tại đây, Goku và Vegeta chơi oẳn tù xì để phân lược đánh với Buu. Trong trận đánh, anh mạnh hơn Kid Bưu nhưng do hắn có thể tái tạo lại cơ thể và phục hồi cực nhanh nên Goku không đủ sức giết nổi Buu. Khi Buu mập đang cầm cự với Kid Buu thì Vegeta đã gợi ý với anh về tuyệt chiêu "Nguyên khí cầu "(Genki Dama). Nhờ Vegeta, Buu mập cầm chân và có sự giúp sức của Satan để mọi người trên Trái Đất truyền chịu đồng ý truyền năng lực vào Genki (bằng cách đưa 2 tay lên trời). Nhưng có một chuyện không ngờ rằng lúc đó anh đã hết sức để tung Nguyên Khí Cầu, may là lúc đó Vegeta đã nhớ ra Rồng thần Namek vẫn còn 1 điều ước. Điều ước cuối cùng là "Hồi phục lại sức mạnh của Son Goku", thế là Goku đã đẩy lùi Nguyên Khí Cầu quay về phía Kid Buu. Trước khi diệt Kid Buu, anh đã có 1 điều ước rằng sẽ mong sẽ gặp Kid Buu 1 lần nữa. Diêm Vương nghe được và cho cậu ấy được toại nguyện. Đó chính là Uub - đệ tử của anh 10 năm sau khi đánh bại Kid Buu.

## Sức mạnh

Gogeta ở trên và Vegito ở dưới

Có thể nói Goku là một trong những nhân vật mạnh mẽ nhất trong toàn bộ series Dragon Ball và hiện là người Saiya mạnh nhất từng sống. Ở thời điểm cuối phim Battle of Gods Goku là sinh vật mạnh nhất Trái Đất qua chuyển đổi Super Saiya-jin God và là người mạnh thứ ba trong vũ trụ thứ bảy, sau Bills và Whis. Đến thời điểm phim Revival of F, sức mạnh của anh đã đến tầng cao mới với việc chuyển đổi thành Super Saiya-jin God SSJ (Dạng Super Saiya-jin của Super Saiya-jin God) để chống lại trạng thái mới của Frieza. Trong Tournament of Power Saga, sau khi va chạm với quả cầu Genkidama do bị Jiren phản lại, Goku trong lúc tìm cách thoát khỏi quả Genki đã vô tình đẩy ý chí và sức mạnh vượt qua giới hạn, từ đó đạt được một kĩ năng/trạng thái mới mang tên Ultra Instincts (Bản năng vô cực). Thông qua luyện tập, Goku đã đạt được nhiều khả năng phi thường, chẳng hạn như siêu sức mạnh và độ bền (Được chứng minh khi còn bé Goku đã có thể nâng cả một chiếc xe hơi nhỏ và đạn bắn bởi súng thường vào người mà không bị thương), đồng thời anh sở hữu siêu tốc độ và phản xạ tuyệt vời cùng nhiều khả năng khác như khả năng tâm linh (Mức độ thấp, đọc được suy nghĩ của người khác chỉ bằng việc sờ đầu), khả năng cảm nhận Ki, khả năng hấp thụ Ki (Khi ở trạng thái Super Saiya-jin 4), khả năng Zenkai của người Saiya (Khả năng giúp tăng sức mạnh nhiều lần sau khi bị thương nặng gần chết), tạo ảo ảnh bằng tốc độ... Anh cũng có thể khai thác và thao tác năng lượng siêu nhiên được gọi là Ki, thậm chí Goku có thể sử dụng Ki để phòng thủ (Bằng cách sử dụng Ki để tăng độ bền và làm da chắc hơn đến mức có thể chặn được cả thanh kiếm của một Super Saiya-jin khác (Trunks tương lai) chỉ bằng một ngón tay).
Goku là người Saiya duy nhất trong series đạt được tất cả các biến đổi của Saiya (trừ dạng Legendary Super Saiyan/Super Saiyan full power của Broly và dạng Super Saiyan Blie Evoled của Vegeta). Trong Dragon Ball, Goku có thể biến đổi thành một sinh vật giống khỉ khổng lồ được gọi là Ōzaru (大猿 ?, thắp sáng "Great Ape") khi nhìn thấy mặt trăng mặc dù Goku đã mất khả năng này khi bị loại bỏ đuôi vĩnh viễn bởi Kami. Goku trở thành Super Saiya-jin đầu tiên sau thời điểm trước đây một nghìn năm; do sự tức giận khi Freeza giết Krillin trên hành tinh Namek và sức mạnh tiếp tục tăng lên nhanh chóng trong suốt series. 
Về sức mạnh thể chất, Goku có thể nâng hai tấn trên mỗi chân tay mình trong khi luyện tập trên hành tinh King Kai, ở nơi đó gấp 10 lần trọng lực của Trái Đất ngay khi ở dạng bình thường. Trong Dragon Ball GT , Goku có thể nâng lên và ném các đỉnh núi ở Golden Great Ape của mình và đủ sức nâng một nửa thành phố trong khi ở dạng Super Saiya-jin 4. Về sức mạnh huỷ diệt cũng được anh tăng lên suốt bộ truyện, từ quốc gia lúc đánh với King Piccolo, đa hành tinh hay ngôi sao khi đánh Majin Buu, đạt mức thiên hà lúc đánh với Bills và Golden Frieza.

## Điểm yếu
Khi Goku còn nhỏ thì điểm yếu của Goku nằm ở cái đuôi, chỉ cần nắm được cái đuôi thì sức mạnh của Goku không còn nữa, sau này thượng đế (Sư phụ Goku) đã loại bỏ điểm yếu này bằng cách cắt cụt đuôi của Goku. Ngoài ra Goku cũng đã bộc lộ một số điểm yếu chẳng hạn như không thể tồn tại lâu trong môi trường chân không (Mặc dù đã khắc phục điểm yếu này nhờ việc chuyển đổi Super Saiya-jin God), chỉ có thể duy trì trạng thái Siêu Saiya 3 trong một thời gian ngắn trước khi bị tiêu hao nhiều năng lượng và vượt quá sức chịu đựng, chỉ có thể dịch chuyển tức thời đến nơi có nguồn năng lượng đủ lớn để cảm nhận, Genki Dama - một đòn đánh uy lực vô song nhưng phải cần thời gian dài để có đầy đủ năng lượng đồng thời không tác dụng đối với những người có tâm địa ác độc. Bản thân trạng thái Super Saiya-jin God cũng chỉ duy trì trong một thời gian giới hạn khi chưa làm chủ hoàn toàn, mặc dù vẫn có thể sử dụng sức mạnh của một Super Saiya-jin God sau khi hấp thụ hầu hết sức mạnh của trạng thái. Ngoài ra, Goku còn sợ kim tiêm và những thứ khác có liên quan tới bệnh viện.

## Một số kĩ thuật thường dùng
Kamehameha (かめはめ波):Một số ít bản dịch cũ gọi tên tiếng Việt là Tam Quy Công. Tuyệt kỹ nội lực đầu tiên mà Goku học được và cũng là đòn đánh mà Goku sử dụng suốt loạt truyện trong hầu hết các trận đánh. Goku học được nó lần đầu tiên từ sư phụ Vũ thiên Lão sư.
Kaio-ken (界王拳 - Giới Vương Quyền): kỹ thuật đẩy khí trong cơ thể giúp tăng nhiều lần sức mạnh, sức bền, tốc độ và phản xạ bản thân đổi lại là áp lực như nhẹ thì hao tổn nội lực với căng cơ, nặng thì tàn phế. Goku học được kỹ thuật này lúc đang luyện tập với Kaio. Kaio-ken được Goku sử dụng thường xuyên suốt đầu phần Dragon Ball Z  và Goku ít sử dụng hơn ở những phần sau do sự xuất hiện về khả năng của Super Saiya. Khi đến phần Dragon Ball Super, Goku đã sử dụng lại trạng thái Kaioken ở mức cấp độ 10 khi kếp hợp nó với Super Saiyan Blue trong trận đấu giữa Vũ trụ 7 và Vũ trụ 6. Hiện tại Goku đã có thể kếp hợp Kaioken cấp 20 với Super Saiyan Blue
Genki-dama (元気玉 - Nguyên Khí Ngọc): trong bản dịch cũ có tên là "Quả cầu khinh khí". Goku sẽ đưa hai tay lên trời, giao tiếp với thiên nhiên, vạn vật xung quanh để mượn sức mạnh từ họ, tạo nên quả cầu  khí với sức mạnh khổng lồ vô song. Có thể nói là chiêu thức mạnh nhất của Goku học được từ Kaio, Goku sử dụng nó khá nhiều lần đặc biệt là để chống lại Frieza và Buu.
Taiyou-ken (太陽拳 - Thái Dương Quyền): trong bản dịch cũ có tên là "Thái Dương Hạ Sơn" hoặc "Thái Dương Hạ San". Goku cùng với Krillin học từ Tien Shinhan, sử dụng để làm chói mắt đối phương, gây mù trong thời gian ngắn.
Shunkan Ido (瞬間移動 - Thuấn gian Di động): Có tên gọi khác là Dịch chuyển tức thời. Goku học được kĩ thuật này từ hành tinh Yardrat sau trận chiến với Frieza. Kĩ thuật cho phép anh dịch chuyển tức thời đến những vị trí bất kì, miễn là nơi đó mà anh ta có thể cảm nhận Khí (tức là nơi đó có sự sống). Anh sử dụng kĩ thuật này thường xuyên trong bộ truyện.
Dragon Fist: Goku sử dụng chiêu thức này với Hirudegarn để kết thúc trận đấu trong Movie 13. Anh cũng sử dụng nó trong Dragon Ball GT để chống lại Super Android 17, Eis Shenron và Omega Shenron.
Fusion Dance: Là một kỹ thuật mà Goku học được từ Metamorans trong thế giới khác. Kĩ thuật này giúp hợp nhất hai cá thể thành một, tạo ra một cá thể khác mạnh hơn trong một thời gian nhất định (thường thì hợp thể sẽ kéo dài trong 30 phút nếu không có vấn đề gì).

## Các chuyển đổi
Khỉ đột: Giống như những người Saiya khác, đây là một trạng thái khi Goku biến thành Oozaru (một con khỉ đột có đuôi) khi thấy trăng tròn với điều kiện có đuôi. Sức mạnh của Goku trở nên tăng nhanh nhưng mất tự chủ. Nó sẽ biến mất khi hết trăng tròn hoặc đứt đuôi. Goku
False Super Saiya-jin: xuất hiện ở Movie Lord Slug. Đây là trạng thái gần Siêu Saiya, đạt được khi một Saiya có sự chuyển đổi của Super Saiya nhưng chưa hoàn thiện. Tóc Goku dựng lên và có màu đen pha lẫn màu đỏ hung do ảnh hưởng từ hào quang, hào quang khá giống với Kaioken nhưng có màu vàng, mắt trắng, Goku mạnh hơn bình thường ở trạng thái này.
Super Saiya-Jin (SSJ) (超サイヤ人, nghĩa: "Siêu Saiya"): là trạng thái Siêu Saiya đầu tiên. Tóc và lông mày Goku biến đổi thành màu vàng, mắt biến thành màu xanh dương. Khi ở trạng thái này, sức mạnh, tốc độ, thể lực của Goku được tăng lên gấp 50 lần so với sức mạnh cơ bản. Goku đạt được trạng thái này khi Frieza giết Krillin, điều đó đã khiến anh nổi điên và trạng thái này của Goku đã đánh bại Frieza một cách dễ dàng. Đây cũng là cấp độ mà Goku dùng nhiều nhất.
Advanced Super Saiya-Jin (ASSJ): Goku đạt được trạng thái này khi đang tập luyện cùng Gohan trong phòng tập thời gian. Trong trạng thái này, tóc Goku dựng lên đôi chút so với Super Saiyan 1, cơ bắp phát triển hơn một chút. Theo một số nguồn tin không chính xác, dạng này tăng gấp 60 lần sức mạnh cơ bản của người sử dụng
Ultra Super Saiya-jin (USSJ): Goku có được cấp độ này khi đang luyện tập cùng Gohan trong phòng tập thời gian. Trong trạng thái này,cơ thể Goku phát triển mạnh khiến Goku trở lên to hơn so với bình thường. Cơ bắp to lên rất nhiều. Sức mạnh được tăng lên khủng khiếp nhưng tốc độ lại giảm và hao tổn năng lượng nhanh hơn nhiều so với super saiyan bình thường. Goku đã không dùng cấp độ này.
Full Power Super Saiya-jin(FPSSJ): Đơn giản là Super Saiya-jin cấp 1 ở trạng thái mạnh nhất. Trạng thái tương tự cấp một; sức mạnh tăng cao hơn trạng thái Super Saiyan 1 và lượng năng lượng hao tổn được giảm xuống mức tối thiểu giúp Goku có thể sử dụng Super saiyan 1 lâu hơn. Trong trạng thái này Goku có thể chiến đấu gần như ngang ngửa với Cell dạng hoàn hảo.
Super Saiya-jin 2 (SSJ2): Sau khi chết, Goku đã luyện tập và có được cấp độ này. Ở trạng thái này, tóc của Goku có dài và dựng hơn cấp 1, thường có các tia sét bao quanh. Tốc độ, sức mạnh được gia tăng rõ rệt so với cấp 1 (gấp 2 lần SSJ1 tức là 100 lần so với sức mạnh cơ bản).
Super Saiya-jin 3 (SSJ3): Trạng thái mạnh nhất của Goku trong manga. Goku biến đổi thành trạng thái này khi cản đường Majin Buu để Trunks lấy Rada Ngọc Rồng. Tóc của Goku mọc dài đến tận chân, không còn lông mày. Ở cấp độ này, tốc độ, sức mạnh tăng lên rất nhiều (Gấp 3 lần SSJ2 và gấp 4 lần SSJ2 khi sử dụng hết sức mạnh). Tuy nhiên lại làm tốn sức goku rất nhiều nên Goku chỉ duy trì được trong thời gian ngắn.
Golden Great Ape: xuất hiện trong Dragon ball GT. Goku chuyển thành trạng thái này khi nhìn Mặt Trăng (nhưng dùng Trái Đất thay thế). Lúc này do có đuôi nên Goku đã trở thành khỉ đột. Nhưng do có sức mạnh to lớn nên Goku đã chuyển hóa thành khỉ đột vàng. Đây là bước trung gian để chuyển thành Super Saiya-jin 4.
Super Saiya-jin 4 (SSJ4): Sau khi hóa thành khỉ đột vàng, Goku đã lấy lại ý thức nhờ Pan và sau đó chuyển hóa thành Super Saiya-jin 4. Trạng thái này khác biệt hoàn toàn so với ba cấp trước đó. Tóc màu đen thay vì màu vàng, dài nhưng không như cấp 3. Toàn thân được bao phủ bởi lông đỏ. Đuôi đỏ. Lông mày đen. Sức mạnh, tốc độ, độ bền của Goku tăng lên rất nhiều (Gấp 10 lần SSJ3). Không giống SSJ3, cấp độ này không làm tốn sức.
Ultra Full Power Super Saiyan 4 (Super Saiyan 4 Limit Breaker) :  Dạng này không có thay đổi nào nhiều so với Super Saiyan 4, trừ việc sức mạnh được tăng lên đáng kể so với SSJ4 và tăng cường các giác quan của Goku giúp anh ta có thể phản ứng tốt với mọi thứ xung quanh (điển hình trong trận đấu với Omega Shenron, Goku có thể né những đòn của Omega Shenron mà không cần dùng đến mắt do lúc đấy mắt Goku đang bị mù tạm thời). Có thể đạt được bằng cánh nhận sức mạnh của các Saiyan khác đến mức vượt qua giới hạn. Lần đầu sử dụng trong Dragon Ball GT trong trận chiến với Baby/Baby Vegeta. Trong bộ Super Dragon Ball Heroes, trạng thái này có sự thay đổi về ngoại hình khi hào quang có màu đỏ tím, mái tóc có màu đen ám đỏ do ảnh hưởng của hào quang.
Super Saiya-jin God (SSJG): Cấp độ xuất hiện lần đầu tiên trong bộ phim Battle of Gods. Đây là trạng thái truyền thuyết của người Saiya mà nó còn vượt trội hơn rất nhiều so với Super Saiya-jin 3. Để biến đổi thành cấp độ này, Goku cần sức mạnh của 6 người Saiya có trái tim thuần khiết gồm Vegeta, Gohan,Goten,Trunks, Pan (khi vẫn còn trong bụng mẹ Videl) và chính sức mạnh của Goku. Ở cấp độ này, tóc Goku có màu đỏ tím, mắt và lông mày cũng vậy, bao quanh là hào quang lửa, cơ thể trở nên gầy hơn. Nó giúp Goku trở thành "Thần" và chiến đấu được gần như ngang ngửa với Beerus. Tuy nhiên Goku vẫn thua Berrus mặc dù thực tế thì Berrus cũng chỉ dùng chưa đến 70% sức mạnh khi chiến đấu với Goku , đồng thời Goku cũng không giữ lâu được trạng thái này. Anh bị mất trạng thái này khi đang chiến đấu với Berrus, nhưng đã hấp thụ được hầu hết sức mạnh của SSJG mặc dù anh không hề biết; nên khi ở trạng thái SSJ sức mạnh của Goku không chênh lệch so với trạng thái SSJG là mấy.
Super Saiya-jin God Super Saiya-jin (SSJGSSJ) hay gọi tắt là Super Saiya-jin Blue (SSJB): Là một trong những cảnh giới Super Saiyan cao nhất mà Goku đạt đến lần đầu trong bộ Anime Dragon Ball Z: Resurrection ‘F’. Đó là lúc tóc và lông mày của Goku chuyển qua màu xanh dương, mắt biến thành màu xanh dương. Còn được biết đến tên gọi khác là Super Saiya-jin Blue, Goku và Vegeta trong quá trình luyện tập cùng Whis trên hành tinh Beerus đã đánh thức được sức mạnh này. Cấp độ này vượt trội hơn cả Super Saiya-jin God và tất cả các cấp độ trước đó. Không giống như Super Saiya-jin God, SSJGSSJ có thể được biến đổi bất kỳ lúc nào và không bị giới hạn bởi thời gian. Nhưng theo đánh giá thì cấp độ này vẫn chưa đủ để 1 chọi 1 với Golden Frieza ở trạng thái 100% sức mạnh. SSJGSSJ mạnh ít nhất bằng 70% sức mạnh của vị thần huỷ diệt Beerus (tuy nhiên thông tin này chưa được xác thực, khi mà nếu dùng Kaioken cấp 20 kếp hợp SSJGSSJ thì Goku vẫn chưa thể mạnh bằng Berrus). Giải thích cho điều này, Toriyama cho rằng, cấp độ Thần (tóc đỏ) mà Goku đạt được thực ra là sự “tiến hóa” sang hình dạng khác, sau đó anh sẽ lại đạt được những dạng nâng cấp (Siêu Saiya) của hình dạng mới này. Có nghĩa là tóc màu xanh là hình dạng Siêu Saiya của Thần Goku, và anh còn có thể đạt đến các cảnh giới Siêu Saiya cấp 2, cấp 3 của dạng Thần này.
Migatte no Gokui (身勝手の極意, nghĩa: "Trạng thái thân thể tự di chuyển và ý thức vô định", thường gọi là "Bản năng vô cực"): Có tên tiếng Anh là "Ultra Instincts" (riêng đoạn này chúng ta nói đến UI Sign/trạng thái khởi đầu và là cánh cửa để hoàn thiện UI). Ở trạng thái này, Goku biến đổi đôi mắt thành màu bạc, năng lượng bao quanh có màu xanh lam với những tia lửa bạc, mái tóc vẫn có màu đen nhưng dựng lên một chút. Trạng thái này cho phép cơ thể Goku hoạt động độc lập với não bộ (thân thể cậu tự chiến đấu hiệu quả mà không cần sự suy nghĩ và phân tích từ ý thức để ra đòn hay đỡ đòn), giúp cậu dễ dàng né tránh đòn đánh của Dyspo và Toppo, đồng thời chiến đấu ngang ngửa với Jiren, nhân vật được xem là có sức mạnh vượt cả một Thần hủy diệt. Tuy nhiên dạng này có điểm yếu là sức phòng thủ và tốc độ với kĩ năng cao nhưng khả năng tấn công lại kém do khi tấn công anh vẫn cần phải suy nghĩ dẫn đến việc cơ thể không tự phản ứng hoàn toàn và trạng thái này cũng hao tổn năng lượng một phần do nó không ổn định như các phiên bản cao hơn.
Perfected Ultra instinct (身み勝がっ手ての極ごく意い ”極きょく”/Migatee no Gokui "Kyoku"/Bản năng vô cực hoàn thiện) : Tên tiếng Anh cũ là "Mastered Ultra instinct" đã được sửa đổi do tên lại liên quan đến đẳng cấp bản năng vô cực của thiên thần - đẳng cấp mà người dùng có thể sử dụng 100% bản năng vô cực mọi lúc mọi nơi. Về trạng thái này, đây là bản hoàn thiện của UI Sign với mái tóc bạc thay vì đen như ban đầu. Khi ở dạng này Goku đã có thể vừa tấn công và phòng thủ một cách thành thục chứ không như UI Sign và sức mạnh cũng tăng đáng kể. Hai điểm yếu duy nhất của dạng này là phải có một tâm trí hoàn toàn tĩnh lặng và không biểu lộ cảm xúc ở ngoài, nếu không đạt được điều đó sẽ dẫn đến việc độ chính xác giảm dần theo thời gian và điểm yếu thứ hai là hao tổn ki nhiều. Trong anime khi biến hình lần đầu còn chưa làm chủ được trạng thái này thì nếu sử dụng quá lâu sẽ dẫn tới việc cơ thể chịu áp lực gồm có căng cơ, kiệt sức và tổn thương cơ thể do đây là trạng thái của thần - mà người thường khó lòng đạt được.
True Ultra Instinct (Bản năng vô cực thật sự): Đây là phiên bản mà Goku đã tự tạo ra cho bản thân mình tring trận chiến với Gas. Khi sử dụng bản năng vô cực hoàn thiện thì Goku không thể sử dụng lâu mà sẽ yếu đi dần do trạng thái này yêu cầu người sử dụng phải hoàn toàn tĩnh tâm, điều mà Goku không thể duy trì lâu dài một phần cũng do dòng máu Saiyan hiếu chiến nên Goku đã phải lựa chọn phương án khác, đó là tìm ra bản năng vô cực phù hợp cho mình. Người sử dụng sẽ phải chọn ra phiên bản phù hợp với cơ thể và tinh thần, tính cách mình nhất để phát huy toàn bộ sức mạnh nên nên Goku đã lựa chọn UI Sign vì dạng này Goku vẫn có thể suy nghĩ và chiến đấu theo bản năng người Saiyan. Khi tấn công Goku sẽ dồn hết cảm xúc vào mà chiến đấu với toàn bộ sức mạnh, còn khi phòng thủ mới cần tĩnh tâm để đạt trạng thái thả lỏng và tĩnh tâm tốt nhất, từ đó khắc phục điểm yếu hao tổn ki của UI Sign do không ổn định và khả năng tấn công yếu, dù vậy True UI vẫn yếu hơn đôi phần so với Perfected UI nên khi trong trạng thái nguy cấp Goku vẫn phải "sơn tóc bạc"
Còn tiếp...

## Diễn viên lồng tiếng
- Lồng tiếng Nhật: Masako Nozawa
- Ocean Group lồng tiếng: Saffron Henderson (Goku khi còn nhỏ), Ian James Corlett (Goku khi lớn (mùa 1), Peter Kelamis (Goku khi lớn (mùa 2), Kirby Morrow (Goku khi lớn (mùa 3-9), và Jerimiah York (DBGT)
- FUNimation lồng tiếng: Stephanie Nadolny (Goku khi còn nhỏ),, Ceyli Delgadillo (Kid Goku (Dragon Ball movies 2-3), và Sean Schemmel (Goku khi lớn)
- Blue Water lồng tiếng: Zoe Slusar (Goku khi còn nhỏ),, Jeffrey Watson (Goku niên thiếu), Jeremiah York (Goku khi lớn)
- Lồng tiếng Mỹ Latin: Laura Torres (Goku lúc nhỏ) và Mario Castañeda (Goku khi lớn)
- Lồng tiếng Đức và Úc: Corinna Dorenkamp (Goku khi còn nhỏ (DB)), Frank Schaff (Goku khi lớn (Dragonball)), Tommy Morgenstern (Goku khi lớn (DBZ và DBGT)), Amadeus Strobel (Goku khi còn nhỏ (DBGT))
- Lồng tiếng Brazil: Ursula Bezerra (Goku khi còn nhỏ),, Wendell Bezerra (Goku khi lớn)
- lồng tiếng Tagalog, Hiligaynon và Cebuano: Jefferson Utanes
- Lồng tiếng Bồ Đào Nha: Henrique Feist
- Greek lồng tiếng: Themis Psihogios (Goku khi lớn)
- Lồng tiếng Ý: Patrizia Scianca (Goku khi còn nhỏ),, Paolo Torrisi (Goku khi lớn)
- AB Group: không. rõ (Goku khi lớn)
- Bandai Games: Steven J. Blum (Goku khi lớn), Brianne Siddall (Goku khi còn nhỏ),
- Lồng tiếng Việt: Hoàng Sơn (DB Kai), Ái Phương (Dragon Ball-lúc nhỏ), Tuấn Anh (Dragon Ball-khi lớn, Dragon Ball the final chapter và Dragon Ball Super)